# Metisella aegipan
Metisella aegipan är en fjärilsart som beskrevs av Henry Trimen 1868. Metisella aegipan ingår i släktet Metisella och familjen tjockhuvuden. Inga underarter finns listade i Catalogue of Life.